# Kostadin Velkov
Kostadin Velkov (tiếng Bulgaria: Костадин Велков; sinh 26 tháng 3 năm 1989) là một cầu thủ bóng đá Bulgaria, thi đấu ở vị trí hậu vệ cho Slavia Sofia. Anh là con trai của cựu cầu thủ bóng đá và huấn luyện viên Anton Velkov.